# Lys (Layon)
Der Lys ist ein Fluss in Frankreich, der im Département Maine-et-Loire in der Region Pays de la Loire verläuft. Er entspringt im Gemeindegebiet von Chanteloup-les-Bois, entwässert generell in nordöstlicher Richtung und mündet nach rund 30 Kilometern nordöstlich von Aubigné-sur-Layon als linker Nebenfluss in den Layon.

## Orte am Fluss
- Chanteloup-les-Bois
- Coron
- Saint-Hilaire-du-Bois, Gemeinde Lys-Haut-Layon
- Vihiers
- Montilliers